# Tegostoma kabylalis
Tegostoma kabylalis là một loài bướm đêm trong họ Crambidae.